# Michaelis-Mentenvergelijking

Activeringsenergiecurven met en zonder enzym.

Michaelis-Mentenverzadigingscurve

De Michaelis-Mentenvergelijking beschrijft de enzymkinetiek aan de hand van het toonaangevende model dat is genoemd naar de opstellers Leonor Michaelis en Maud Menten. De vergelijking beschrijft de reactiesnelheid van de reactie tussen substraat S en enzym E tot enzym-substraatcomplex ES dat vervolgens dissocieert in enzym en product P:
{\displaystyle E+S\ \rightleftharpoons ES\ \longrightarrow E+P}
Enzymen functioneren als katalysator in biochemische reacties. Een enzym verlaagt de activeringsenergie die nodig is om een reactie op gang te brengen (zie de figuur rechts), waardoor de reactie sneller verloopt.
Fysisch-chemici splitsen complexe processen op in elementaire reacties die afzonderlijk eenvoudig te beschrijven zijn. De parameters die de reactiekinetiek in de afzonderlijke onderdelen van het proces beschrijven, kunnen op die manier bepaald worden. De Michaelis-Mentenvergelijking bevat twee parameters die experimenteel bepaald kunnen worden en afhankelijk zijn van omgevingsfactoren zoals temperatuur en de interactie met stoffen die de werking van het enzym beïnvloeden.
Voor biochemici, toxicologen en farmacologen kan het nuttig zijn om de Michaelis-Mentenparameters van een enzym onder verschillende omstandigheden te kennen. Deze parameters kunnen informatie geven over het reactiemechanisme van de katalyse en de interactie met stoffen in de omgeving zoals co-enzymen en inhibitors of andere stoffen die de werking van het enzym beïnvloeden.

## Reactiestappen

Concentratieverloop van enzym, overgangscomplex, substraat en product tijdens de reactie.

De totale reactie wordt gesplitst in een eerste stap die de evenwichtsreactie van enzym en complex met het overgangscomplex bevat, en een tweede stap met de dissociatie van het overgangscomplex in enzym en product. Daarbij geldt de steady state benadering, dat wil zeggen dat de vorming van het overgangscomplex snel verloopt, zodat er altijd evenwicht is in de eerste stap, en dat de dissociatie relatief langzaam verloopt. Het overgangscomplex is een hypothetische toestand. In werkelijkheid verlopen enzymatische omzettingen meestal in meer dan twee stappen. In het Michaelis-Mentenmodel wordt het proces tot twee stappen teruggebracht die met twee parameters beschreven kunnen worden.
In de figuur rechts is het concentratieverloop weergegeven. In het eerste stukje in het concentratieverloop stelt het evenwicht tussen enzym en substraat met het overgangscomplex zich in. In de steady state benadering wordt dat eerste stukje van het proces genegeerd omdat het instellen van het evenwicht in vergelijking met de tweede stap zeer snel verloopt.

### Eerste reactiestap
In dit geval wordt eerst naar de vorming van het overgangscomplex gekeken en wordt de tragere stap van de dissociatie in enzym en product verwaarloosd:
{\displaystyle E+S\ \rightleftharpoons ES}
Om de concentratie van het overgangscomplex [ES] te kunnen regelen mag de concentratie van het substraat niet te hoog zijn om te voorkomen dat het enzym verzadigd raakt. De snelheidsconstanten voor de reacties in het evenwicht zijn k1 voor de heenreactie en k−1 voor de terugreactie. Voor de concentratie van het complex in eerste instantie geldt:
{\displaystyle k_{1}\,[E]\,[S]=k_{-1}[ES]}
of
{\displaystyle [ES]={\frac {k_{1}}{k_{-1}}}[E][S]=K_{1}\,[E][S]}
met een associatieconstante K1.

#### Reactiemechanisme
Het bindingsproces van het substraat aan het enzym verloopt in veel gevallen zo snel dat het uit de vrije diffusie van substraatmoleculen naar de actieve site op het enzymmolecuul moeilijk te verklaren is. Enzymmoleculen zijn meestal relatief groot in vergelijking met hun actieve site. Bovendien ligt de actieve site meestal enigszins verscholen in een holte zodat het onwaarschijnlijk is dat een substraatmolecuul via brownse bewegingen met de juiste oriëntatie op de juiste positie belandt.
Waarschijnlijk heeft de structuur van het oppervlak van het enzymmolecuul een functie bij het aantrekken en positioneren van substraatmoleculen via vanderwaalskrachten. De polariteit en de polariseerbaarheid van het enzymoppervlak in de omgeving van de actieve site thermodynamisch zijn gunstig in vergelijking met de (elektro-)chemische potentiaal in de oplossing. Dat geldt zowel voor hydrofiele als voor lipofiele substraten en voor substraten met zowel hydrofiele als lipofiele delen.
Over het enzymoppervlak verandert de (elektro-)chemische potentiaal in de richting van de actieve site. Nadat het substraatmolecuul ingevangen is aan het enzymoppervlak zorgt de (elektro-)chemische gradiënt dat het substraatmolecuul relatief snel over het enzymoppervlak naar de actieve site diffundeert. De vorming van het enzym-substraat-complex zou weergegeven moeten worden met een extra stap:
{\displaystyle E+S\ \rightleftharpoons ES^{*}\ \rightleftharpoons ES}
waarin ES* een intermediair complex is waarin het substraat zich op het oppervlak van het enzymmolecuul bevindt.

#### Intermediair
De steady state concentraties in de twee evenwichtsreacties worden gegeven door:
{\displaystyle [ES]={\frac {k_{1}^{''}}{k_{-1}^{''}}}[ES^{*}]=K_{1}^{''}[ES^{*}]}
en:
{\displaystyle [E][S]={\frac {k_{-1}^{'}}{k_{1}^{'}}}[ES^{*}]={\frac {1}{K_{1}^{'}}}[ES^{*}]}
zodat:
{\displaystyle [ES]={\frac {k_{1}^{'}k_{1}^{''}}{k_{-1}^{'}k_{-1}^{''}}}[E][S]=K_{1}^{'}K_{1}^{''}[E][S]}
waardoor de evenwichtsconstante gegeven wordt door:
{\displaystyle K_{1}=K_{1}^{'}K_{1}^{''}}
De ligging van het evenwicht wordt volgens de vergelijking van Arrhenius bepaald door de waarde van het energieverschil {\displaystyle \Delta E} tussen enzym-substraatcomplex en de losse componenten:
{\displaystyle K_{1}=A\,e^{-{\frac {\Delta E}{k_{B}\,T}}}}
Het energieverschil tussen de toestanden blijft gelijk zodat ligging van het evenwicht niet verandert.
De waarden van de reactiesnelheden waardoor het evenwicht zich instelt worden gegeven door {\displaystyle k_{1}=k_{1}^{'}k_{1}^{''}} en {\displaystyle k_{-1}=k_{-1}^{'}k_{-1}^{''}}. Een intermediaire toestand verandert niets aan het evenwicht maar verhoogt wel de snelheid waarmee het evenwicht zich instelt.
In de moleculaire dynamica en de moleculaire mechanica trachten biofysici en fysisch chemici de stappen en de tussenliggende toestanden tijdens dergelijke bindingsprocessen te simuleren.

### Tweede reactiestap
In de tweede stap valt het overgangscomplex ES uit elkaar in het enzym E en product P met snelheidsconstante kcat:
{\displaystyle ES\ \longrightarrow E+P}
zodat de snelheid waarmee het product gevormd wordt gegeven wordt door:
{\displaystyle V={\frac {d[P]}{dt}}=k_{cat}[ES]}
Hier staat P voor één product, maar in de praktijk kunnen er ook meerdere producten gevormd worden. Dat maakt voor de kinetiek geen verschil omdat er geen terugreactie plaatsvindt. De reactiesnelheid is evenredig met de concentratie van het overgangscomplex en die is ongeveer evenredig met de hoeveelheid enzym.

Verzadigingscurven van hemoglobine met zuurstof onder verschillende condities

#### Omgevingsfactoren
In het Michaelis-Mentenmodel wordt de dissociatie voorgesteld als een enkele stap. In werkelijkheid voltrekken zich tijdens deze tweede stap meestal meerdere processen waarbij de bindingsenergie van het substraat aan het enzym, de activeringsenergie van het dissociatieproces of de quarternaire structuur van het enzym kunnen veranderen. De veranderingen kunnen het gevolg zijn van veranderingen in de omgeving.
In het geval van het transporteiwit hemoglobine is er een verschil tussen de affiniteit van hemoglobine voor zuurstof als functie van de pH, de kooldioxideconcentratie, de temperatuur en de concentratie 2,3-difosfoglyceraat. Bij een hogere kooldioxideconcentratie is de affiniteit voor zuurstof lager dan bij een lage kooldioxideconcentratie. Daardoor geeft hemoglobine zuurstof makkelijker af op plaatsen waar de kooldioxide concentratie en de temperatuur hoger is en neemt het makkelijker zuurstof op op plaatsen waar de kooldioxideconcentratie en de temperatuur lager is, zoals te zien is aan de verzadigingscurven in de figuur rechts.
Zoals de temperatuur en de kooldioxideconcentratie invloed hebben op de evenwichtsconstante van het evenwicht van het zuurstof-hemoglobinecomplex, zo kunnen de reactiesnelheid en de waarde van kcat van dissociatiereactie in de laatste stap in het Michaelis-Mentenmodel beïnvloed worden door omgevingsfactoren.

### Totale reactie
In de steady state benadering met de twee stappen samen geldt voor de concentratie van het overgangscomplex:
{\displaystyle [ES]={\frac {k_{1}}{k_{-1}+k_{cat}}}[E][S]}
De concentratie van het overgangscomplex [ES] is niet bekend en kan meestal niet bepaald worden. De totale concentratie van enzym en complex samen is wel bekend. De totale hoeveelheid enzym wordt uitgedrukt in de balans [E]tot = [ES] + [E], zodat:
{\displaystyle [ES]=\left(1+{\frac {k_{-1}+k_{cat}}{[S]\,k_{1}}}\right)^{-1}[E]_{tot}}
Deze uitdrukking voor [ES] kan gesubstitueerd worden in de uitdrukking voor de totale reactiesnelheid V = kcat [ES] in de tweede stap.
Tijdens het hele proces kunnen naast een enzym en een substraat ook co-enzymen, inhibitors en meerdere substraten invloed op het verloop hebben. Daarvoor kunnen extra evenwichten en balansen aan de twee hierboven beschreven stappen toegevoegd worden.

## Michaelis-Mentenvergelijking
De Michaelis-Mentenvergelijking drukt de snelheid ({\displaystyle V}) van vorming van het product uit als functie van de substraatconcentratie {\displaystyle [S]}, met de maximale snelheid {\displaystyle V_{max}} en de Michaelisconstante {\displaystyle K_{M}} als parameters:
{\displaystyle V=V_{max}{\frac {[S]}{K_{M}+[S]}}}
waarin de maximale reactiesnelheid gegeven wordt door:
{\displaystyle V_{max}=k_{cat}\,[E]_{tot}}
en de Michaelisconstante gegeven wordt door:
{\displaystyle K_{M}={\frac {k_{-1}+k_{cat}}{k_{1}}}}
De relatie tussen de reactiesnelheid en de substraatconcentratie is afgebeeld in de verzadigingscurve rechts.

### Parameters
De waarden van k1 en k−1 kunnen niet bepaald worden en hebben geen fysisch relevante waarden aangezien het enzym-substraatcomplex een hypothetische toestand is. Ze hebben alleen een functie in relatie tot de parameter KM binnen het model. Het gaat in het model van de Michaelis-Mentenvergelijking om de waarden van de parameters KM, Vmax en kcat.
De waarde van KM is een maat voor de affiniteit van het enzym voor het substraat en kcat is de dissociatiesnelheid van het enzym-substraatcomplex. Een lage waarde voor KM betekent een hoge affiniteit van het enzym voor het substraat. Een lage waarde voor KM (dat wil zeggen en hoge affiniteit) en een hoge waarde voor kcat levert een hoge omzettingssnelheid per hoeveelheid enzym op die evenredig is met kcat/KM.

### Michaelisconstante
De Michaelisconstante {\displaystyle K_{M}} heeft de eenheid van een concentratie. De waarde is gelijk aan de substraatconcentratie waarbij er evenveel enzym-substraatcomplex als substraat in een oplossing aanwezig is. Als {\displaystyle [S]=K_{M}} zijn de concentraties van substraat en enzym-substraatcomplex gelijk aan elkaar. Bij die substraatconcentratie is de reactiesnelheid gelijk aan de helft van de maximale reactiesnelheid, {\displaystyle V=V_{max}/2}.
Als de substraatconcentratie laag is, dat wil zeggen als {\displaystyle [S]\ll K_{M}}, dan is de reactiesnelheid ongeveer evenredig met het product van de substraatconcentratie met de enzymconcentratie:
{\displaystyle V\approx {\frac {V_{max}}{K_{M}}}\,[S]={\frac {k_{cat}}{K_{M}}}\,[E]_{tot}[S]}
Bij hoge substraatconcentraties waarbij {\displaystyle [S]\gg K_{M}} nadert de reactiesnelheid de maximale reactiesnelheid asymptotisch als een hyperbool:
{\displaystyle V\approx V_{max}\left(1-{\frac {K_{M}}{[S]}}\right)}
Dit houdt in dat de substraatconcentratie aanzienlijk verhoogd moet worden als men dichter in de buurt van de verzadigingsconcentratie wil komen. Dat kan lastig zijn als de waarde van {\displaystyle K_{M}} vrij groot is. Dat probleem wordt groter als men bovendien de invloed van inhibitors wil onderzoeken die de reactiesnelheid V bij een bepaalde substraatconcentratie verlagen.
Neemt bij lage concentratie de beginsnelheid lineair toe met de substraatconcentratie, dan is de reactie van de eerste orde. Bij hogere substraatconcentratiesstijgt de reactiesnelheid niet meer lineair, de reactie is nu van gemengde eerste en nulde orde. Uiteindelijk bereikt de reactie zijn maximale snelheid, de reactiesnelheid neemt niet toe bij verhoging van de substraatconcentratie. De reactie is nu van de nulde orde.

Productconcentratiecurve aan het begin van de reactie

En Lineweaver-Burkdiagram met richtingscoefficient en asafsnede zoals aangegeven.

### Lineweaver-Burkdiagram
Om de parameters {\displaystyle K_{M}}, {\displaystyle V_{\text{max}}} en {\displaystyle k_{\text{cat}}} te bepalen wordt de reactiesnelheid {\displaystyle V} aan het begin van de reactie gemeten bij verschillende substraatconcentraties {\displaystyle [S]}. De relatie tussen de reciproque reactiesnelheid, {\displaystyle 1/V}, en de reciproque substraatconcentratie, {\displaystyle 1/[S]}, is een lineaire functie die wordt gegeven door de reciproque van de Michaelis-Mentenvergelijking:
{\displaystyle {\frac {1}{V}}={\frac {1}{V_{\text{max}}}}\left(1+{\frac {K_{M}}{[S]}}\right)}
De reactiesnelheid wordt gemeten aan het begin van de reactie door te starten bij verschillende substraatconcentraties {\displaystyle [S]_{0}} en dan de verandering van de productconcentratie {\displaystyle [P]} te bepalen zoals weergegeven in de figuur rechts.
De gegevens van metingen van de reactiesnelheid bij verschillende substraatconcentraties {\displaystyle 1/[S]_{0}} en {\displaystyle 1/V} kunnen tegen elkaar uitgezet worden in een zogenaamd Lineweaver-Burkdiagram of een zogenaamde Lineweaver-Burkplot. Uit de richtingscoefficient en de asafsnede van de lijn in de Lineweaver-Burkeplot kunnen de waarden van {\displaystyle K_{M}} en {\displaystyle V_{\text{max}}} bepaald worden. De richtingscoefficient is gelijk aan {\displaystyle K_{M}/V_{\text{max}}} en de asafsnede is {\displaystyle 1/V_{\text{max}}}.
De temperatuur, de pH en de aanwezigheid van inhibitors, co-enzymen of andere agonisten en antagonisten beïnvloeden de binding van het substraat aan het enzym en de reactiesnelheid. Door de temperatuur en de concentratie van een inhibitor of co-enzym te variëren kan informatie over de interactie tussen substraten, inhibitors, co-enzymen en enzymen verkregen worden. Het mechanisme van de interactie is vaak direct uit de Lineweaver-Burkdiagrammen af te lezen zoals in de onderstaande voorbeelden te zien is.
Naast het Lineweaver-Burkdiagram zijn er twee minder gangbare grafische methoden om uit de gemeten waarden van {\displaystyle V} de waarden van {\displaystyle K_{M}} en {\displaystyle V_{\text{max}}} te bepalen.
In het Eadie–Hofsteediagram wordt {\displaystyle V} tegen {\displaystyle V/[S]} uitgezet:
{\displaystyle V=-K_{M}{\frac {V}{[S]}}+V_{\text{max}}}
met richtingscoëfficiënt {\displaystyle -K_{M}} en asafsnede {\displaystyle V_{\text{max}}}.
In de Hanes–Woolfplot wordt {\displaystyle [S]/V} tegen {\displaystyle [S]} uitgezet:
{\displaystyle {\frac {[S]}{V}}={\frac {1}{V_{\text{max}}}}[S]+{\frac {K_{M}}{V_{\text{max}}}}}
met asafsnede {\displaystyle 1/V_{\text{max}}} en richtingscoëfficiënt {\displaystyle K_{M}/V_{\text{max}}}.

## Inhibitie
In het geval van inhibitie of remming heeft een inhibitor invloed op de waarden van KM en Vmax. De waarde van kcat blijft gelijk omdat inhibitors alleen de processen voor de laatste dissociatiestap beïnvloeden. Er zijn verschillende mechanismen mogelijk waarbij de inhibitor bijvoorbeeld een competitieve of een non-competitieve interactie met de binding van het substraat aan het enzym kan hebben. Door reactiesnelheden bij verschillende inhibitorconcentraties te meten kan het mechanisme van deze interactie tussen inhibitors en enzym achterhaald worden.

### Competitief

Lineweaver-Burkplot van competitieve inhibitie

In het geval van competitieve remming vormt de inhibitor een complex met het enzym waarbij het enzym geblokkeerd wordt en niet meer met het substraat kan binden. Het reactieschema is rechts afgebeeld.
Er stellen zich twee evenwichten in:
- tussen enzym en substraat,

{\displaystyle [ES]={\frac {1}{K_{1}}}\,[E][S],\qquad \qquad K_{1}={\frac {k_{-1}}{k_{1}}}}
- tussen enzym en inhibitor,

{\displaystyle [EI]={\frac {1}{K_{i}}}\,[E][I],\qquad \qquad K_{i}={\frac {k_{-3}}{k_{3}}}}.
Er zijn twee balansen, die van de totale hoeveelheid enzym en die van de totale hoeveelheid inhibitor:
{\displaystyle [E]_{tot}=[E]+[EI]+[ES],\qquad \qquad [I]_{tot}=[I]+[EI]}
De Michaelis-Mentenvergelijking voor competitieve inhibitie wordt:
{\displaystyle V=V_{max}{\frac {[S]}{K_{m}(1+{\frac {[I]}{K_{i}}})+[S]}}}
De maximale reactiesnelheid blijft bij alle inhibitorconcentraties gelijk. Het substraat onttrekt bij een hogere concentratie meer enzym aan het inhibitor-enzymcomplexevenwicht. Bij een hogere substraatconcentratie "wint" het substraat door numeriek overwicht de competitie om het enzym van de inhibitor. Als de substraatconcentratie laag is dan "wint" de inhibitor de competitie om het enzym waardoor de reactiesnelheid verlaagd wordt.

### Non-competitief

Lineweaver-Burkplot van non-competitieve inhibitie

In het geval van non-competitieve inhibitie vormt de inhibitor complexen met zowel het enzym als het enzym-substraatcomplex waarbij de dissociatie van het substraat-enzymcomplex geblokkeerd wordt. Het reactieschema is rechts afgebeeld.
Er stellen zich drie evenwichten in:
- tussen enzym-substraatcomplex, enzym, substraat en enzym-substraat-inhibitorcomplex,

{\displaystyle [ES]={\frac {1}{K_{1}}}\,[E][S]+{\frac {1}{K_{i}[I]}}\,[ESI]}
- tussen enzym-inhibitorcomplex, enzym, inhibitor en enzym-inhibitor-substraatcomplex,

{\displaystyle [EI]={\frac {1}{K_{i}}}\,[E][I]+{\frac {1}{K_{1}[S]}}\,[ESI]}.
- tussen enzym-inhibitorcomplex, enzym-substraatcomplex en enzym-inhibitor-substraatcomplex,

{\displaystyle [ESI]={\frac {1}{K_{i}}}\,[ES][I]+{\frac {1}{K_{1}}}\,[EI][S]}.
De evenwichtsconstanten worden gegeven door:
{\displaystyle K_{1}={\frac {k_{-1}}{k_{1}}},\qquad \qquad K_{i}={\frac {k_{-3}}{k_{3}}}}
Er zijn twee balansen; die van de totale hoeveelheid enzym en die van de totale hoeveelheid inhibitor:
{\displaystyle [E]_{tot}=[E]+[EI]+[ES]+[ESI],\qquad \qquad [I]_{tot}=[I]+[EI]+[ESI]}
De Michaelis-Mentenvergelijking voor non-competitieve inhibitie wordt:
{\displaystyle V={\frac {V_{max}}{(1+{\frac {[I]_{tot}}{K_{i}}})}}\,{\frac {[S]}{K_{M}+[S]}}}
De reactiesnelheid daalt bij elke inhibitorconcentratie. De inhibitor onttrekt bij toenemende concentratie meer enzym en enzym-substraatcomplex aan het proces. Daardoor nemen de reactiesnelheid V en maximale reactiesnelheid Vmax af bij elke substraatconcentratie. De waarde van KM blijft gelijk omdat het evenwicht tussen substraat en enzym met het enzym-substraatcomplex niet beïnvloed wordt.

## Metingen en resultaten

### Meetmethoden
Enzymen zijn katalysatoren. De reacties waarin enzymen een rol spelen kunnen zeer snel verlopen. Een lage enzymconcentratie verlaagt de omzettingssnelheid Vmax. De geïsoleerde en gezuiverde enzymen waarvan de eigenschappen bepaald worden zijn vaak erg kostbaar. Om deze redenen wil men de hoeveelheid enzym die gebruikt wordt tijdens een reeks metingen het liefst zo klein mogelijk houden.
Voor het meten van snel verlopende concentratieveranderingen in vloeistoffen is een zogenaamde stopped flow opstelling de aangewezen oplossing. Daarin worden de reagentia door twee mechanisch aangedreven spuiten door een mengkamer geperst waarna het reagerende mengsel door een meetcel gespoten wordt. Als de vloeistofstroom gestabiliseerd is wordt de stroom abrupt gestopt, waarna de productconcentratie in de meetcel gemeten wordt. De naam stopped flow komt van het abrupt stoppen van de stroom van het reactiemengsel.
De productconcentratie wordt meestal colorimetrisch bepaald door de lichtabsorptie door het product in de meetcel te meten. Daarvoor wordt een lichtbron met een filter voor de meetcel geplaatst waarna de lichtsterkte achter de meetcel gemeten wordt met een fotomultiplicator. Er bestaan varianten waarbij in de buis achter de mengkamer een reeks meetcellen op gelijke afstand opgenomen is zodat er in één keer een reeks stadia in het proces gemeten kan worden.

### Meetresultaten
Hoewel de theorie van het Michaelis-Mentenmodel eenvoudig is, lijken uitkomsten van metingen soms strijdig te zijn met de theorie. Een reeks meetpunten in een Lineweaver-Burkediagram kan ondanks veel inspanning te weinig punten en te veel ruis bevatten om waarden voor Vmax en KM te kunnen bepalen. Een reeks nauwkeurig bepaalde meetpunten kan een kromme in plaats van een rechte lijn opleveren of een rechte lijn met een negatieve richtingscoëfficiënt. Voor dergelijke tegenvallende resultaten zijn verschillende mogelijke oorzaken aan te wijzen.
- Aan de steady state benadering kan in sommige gevallen niet voldaan zijn omdat het instellen van het enzym-substraatevenwicht te traag verloopt.
- Soms moeten de substraat-, inhibitor of co-enzymconcentraties ver opgevoerd worden om de maximale reactiesnelheid te naderen zodat er haast meer substraat, inhibitor en co-enzym dan water in de oplossing aanwezig is.

Hierdoor kan een meting om uiteenlopende redenen afwijkende resultaten opleveren. Een veranderende viscositeit kan het meetproces verstoren door de stroming van het reactemengsel in het meetapparaat of de diffusie van substraatmoleculen in de vloeistof te vertragen. Substraatmoleculen kunnen bij een hoge concentratie onderling interacties vertonen die kunnen concurreren met de affiniteit van het enzym waardoor KM verandert. De chemische activiteiten van substraten, inhibitors of co-enzymen veranderen bij hoge concentraties en zijn niet meer evenredig met de concentratie waardoor de thermodynamische potentialen van de componenten kunnen veranderen.
- Typische waarden voor KM variëren in orde van grootte van 10−2 tot 10−6 molair.
- Typische waarden voor kcat variëren in orde van grootte van 0,1 tot 1,000 s−1.
- Typische waarden voor kcat/KM variëren in orde van grootte van 10 tot 108 M−1s−1.